# Iselin, New Jersey
Iselin, New Jersey (енгл. Iselin) насељено је место без административног статуса у америчкој савезној држави Њу Џерзи.

## Демографија
По попису из 2010. године број становника је 18.695, што је 1.997 (12,0%) становника више него 2000. године.
| Група             | 2000.          | 2010.         |
| Белци             | 10.252 (61,4%) | 7.001 (37,4%) |
| Афроамериканци    | 1.006 (6,0%)   | 1.257 (6,7%)  |
| Азијати           | 4.201 (25,2%)  | 8.623 (46,1%) |
| Хиспаноамериканци | 914 (5,5%)     | 1.332 (7,1%)  |
| Укупно            | 16.698         | 18.695        |